# Nándor Németh
Nándor Németh (Siófok, 19 de noviembre de 1999) es un deportista húngaro que compite en natación.
Ganó dos medallas de bronce en el Campeonato Mundial de Natación, en los años 2017 y 2024, y cuatro medallas en el Campeonato Europeo de Natación, en los años 2022 y 2024.
Participó en los Juegos Olímpicos de Tokio 2020, ocupando el quinto lugar en la prueba de 4 × 100 m libre.

## Palmarés internacional
| Campeonato Mundial | Campeonato Mundial | Campeonato Mundial | Campeonato Mundial |
| Año                | Lugar              | Medalla            | Prueba             |
| ------------------ | ------------------ | ------------------ | ------------------ |
| 2017               | Budapest (Hungría) | Medalla de bronce  | 4 × 100 m libre    |
| 2024               | Doha (Catar)       | Medalla de bronce  | 100 m libre        |
| Campeonato Europeo |                    |                    |                    |
| Año                | Lugar              | Medalla            | Prueba             |
| 2022               | Roma (Italia)      | Medalla de oro     | 4 × 200 m libre    |
| 2022               | Roma (Italia)      | Medalla de plata   | 4 × 100 m libre    |
| 2024               | Belgrado (Serbia)  | Medalla de plata   | 100 m libre        |
| 2024               | Belgrado (Serbia)  | Medalla de plata   | 4 × 200 m libre    |